# Sertularia staurotheca
Sertularia staurotheca är en nässeldjursart som beskrevs av Nikolai Alexsandrovich Naumov 1960. Sertularia staurotheca ingår i släktet Sertularia och familjen Sertulariidae. Inga underarter finns listade i Catalogue of Life.